# Meromyza balcanica
Meromyza balcanica är en tvåvingeart som beskrevs av Beschovski 1996. Meromyza balcanica ingår i släktet Meromyza och familjen fritflugor.
Artens utbredningsområde är Bulgarien. Inga underarter finns listade i Catalogue of Life.